# Adrien Goñi
Adrien Goñi Cariñanos (Pamplona, 25 de agosto de 1988) es un exfutbolista español que jugaba de centrocampista. Es primo de Iker Muniain y hermano de Julen Goñi.

## Trayectoria
Se formó en las categorías inferiores del Athletic Club. En 2007 llegó al Bilbao Athletic, donde jugó 114 partidos en cuatro temporadas. Debutó en Primera División con el Athletic Club el 3 de mayo de 2009 contra el Sporting de Gijón. Tras un breve paso de seis meses por el Girona en Segunda División, desarrolló su carrera deportiva en Segunda División B.
En la temporada 2017-18 fue uno de los hérores del CD Calahorra en el ascenso a Segunda B al anotar el penalti decisivo en la tanda ante el Atlético Levante. Adrien fue renovado después de haber sido uno de los jugadores más destacados del equipo que había acabado la temporada con 104 puntos.
En junio de 2020 se incorporó al Racing Rioja de la Tercera División. Un año después firmó por la U. D. C. Chantrea.

## Clubes
| Club               | País   | Año       |
| ------------------ | ------ | --------- |
| C. D. Basconia     | España | 2006-2007 |
| Bilbao Athletic    | España | 2007-2011 |
| Girona F. C.       | España | 2011      |
| Sporting Mahonés   | España | 2011-2012 |
| Orihuela C. F.     | España | 2012      |
| S. D. Amorebieta   | España | 2012-2013 |
| U. D. Logroñés     | España | 2013-2015 |
| La Roda C. F.      | España | 2015-2016 |
| S. D. Amorebieta   | España | 2016-2017 |
| C. D. Calahorra    | España | 2017-2020 |
| Racing Rioja C. F. | España | 2020-2021 |
| U. D. C. Chantrea  | España | 2021-2023 |